# Charles Vapereau
Pour les articles homonymes, voir Vapereau.
Charles Émile Vapereau, né à Tours le 15 février 1847 et mort dans le 6e arrondissement de Paris le 15 décembre 1925, fut professeur de français à Pékin de 1872 à 1897, voyagea au Japon, en Amérique, en Sibérie. Il fit œuvre de diplomate en participant à l'accord franco-chinois sur le Tonkin, et fut plus tard commissaire général du gouvernement chinois à l'exposition universelle de 1900.

## Biographie
Il est le fils de Gustave Vapereau, l'auteur du Dictionnaire des Contemporains et du Dictionnaire des Littératures.
En 1872, Charles Vapereau est nommé professeur de français au collège Fong-ken à Pékin.
Il traverse le Japon et le nord de l'Amérique lors d'un congé en 1882. En 1885, lors de la guerre franco-chinoise, il fut autorisé à rester avec sa femme à Pékin par les deux gouvernements, et participa à l'accord entre la France et la Chine qui lui concéda le protectorat sur le Tonkin.
Il est nommé chevalier de la légion d'honneur en 1886. Il eut comme élève le futur premier ministre Lou Tseng-Tsiang, qui témoigne : « À 21 ans, je partais pour Pékin, étant admis au collège Tongwen, attaché au département des affaires étrangères. À Pékin, je poursuivis l'étude de la langue française, sous la conduite de Monsieur Charles Vapereau, professeur distingué avec qui je demeurais en relations jusqu'à son décès. »
En 1892, Charles Vapereau traverse la Sibérie. À la fin de son voyage, il retrouve Lou Tseng-Tsiang à la légation de Saint-Pétersbourg. Son entreprise fut récompensée par sa nomination de chevalier dans l'ordre de sainte Anne de Russie.
En 1897 il démissionne de son poste au collège Tong-Wen, en vue de rentrer en France. Avant son retour, il voyage au Japon où il prend de nombreuses photographies sur verre, coloriées ensuite, qu'il projette lors de conférences.
Pour l'exposition universelle de 1900, à Paris, Charles Vapereau est nommé par le gouvernement chinois commissaire général de la section chinoise. Cette nomination d'un français permet à la Chine d'exposer dignement à moindre coût.
Le gouvernement français récompensa le commissaire général en lui remettant la rosette d'officier de la Légion d'honneur et le gouvernement chinois envoyait au français le grand cordon du double Dragon et l'élevait au plus haut degré du mandarinat en lui conférant le bouton de corail.

## Distinctions
- Officier de la Légion d'honneur (1900)[6].
- Grand cordon de l'ordre du Double Dragon.
- Chevalier de l'ordre de sainte Anne de Russie.
- Mandarin avec bouton de corail.

## Œuvres
- Voyage en Sibérie, présentation de Patricia Chichmanova, les Éditions de l'Amateur, 2008  (ISBN 978-2-85917-481-1).
- De Pékin à Paris, s.l., 1894[7] ; — pré-publié dans Le Tour du monde : nouveau journal des voyages, volumes 67 et 68, Hachette, 1894 [lire sur Wikisource].
- Le Japon dans la lanterne magique : photographies de Charles Vapereau, 1897, Éditions du Patrimoine, Centre des monuments nationaux, 2008, 191 pages [présentation en ligne].